# 송파KCC웰츠타워
송파KCC웰츠타워(영어: WELLTZ TOWER)는 대한민국 서울특별시 송파구 가락동에 위치하고 있다.